# Післяпологовий посттравматичний стресовий розлад
Післяпологовий посттравматичний стресовий розлад — це психічний розлад, який може розвинутися у жінок, які нещодавно народили дитину. Його симптоми не відрізняються від посттравматичного стресового розладу (ПТСР). Його також можна назвати ПТСР після пологів. Цей розлад також може вражати чоловіків або партнерів, які спостерігали за процесом важких пологів.

## Ознаки та симптоми
Серед симптомів ПТСР, пов'язаного з пологами, відзначають:
- нав'язливі спогади та нічні кошмари про процес пологів,
- уникання спогадів (включає навіть амнезію всієї події або її частини),
- уникання контактів із людьми (неприємна сексуальна близькість, дискомфортно від дотиків до тіла);
- страх вагітності та уникнення проблем, пов'язаних з пологами та вагітністю.

Симптомами посилення стресу можуть бути такі реакції:
- пітливість,
- тремтіння,
- роздратування,
- розлад сну.[6]

Іншими приклади симптомів ПТСР, пов'язаного з пологами включають тривогу або сильний страх втратити дитину або власне життя. Це може призвести до майбутніх труднощів у стосунках і зв'язку з дитиною.

## Причини
Пологи можуть бути травматичним по-різному. Медичні проблеми із здоров'ям можуть призвести до ризикованих втручань. Прикладами ситуацій, які можуть спричинити психічну травму, є близький до смерті жінки чи плода, сильна кровотеча та невідкладна операція. Передчасні пологи можуть бути травматичними. Емоційні труднощі подолання болю під час пологів також можуть спричинити психологічну травму. Однак навіть нормальні пологи можуть бути травматичними, тому діагноз ПТСР встановлюється на основі симптомів, які відзначають у породіллі, а не на основі того, були ускладнення чи ні. Крім того, під час пологів медичним працівникам, які допомагають породіллі, може знадобитися огляд і проведення процедур в області статевих органів.
З ПТСР корелюють наступне:
- Медичні ускладнення до, під час або після пологів:
  - Ускладнення вагітності[9]
  - Екстрений кесарів розтин[9]
  - Інструментальне розродження[9]
  - Епізіотомія[9]
  - Сильний біль під час пологів[9]
  - Післяпологові ускладнення[9]
  - Передчасні пологи[10][7]
  - Історія безпліддя[10][11]
  - Неадекватний догляд під час пологів[9]
- Соціальні, психологічні та інші фактори:
  - Небажана вагітність[10][11]
  - Низький соціально-економічний статус[10][11]
  - Первісток (перші пологи)[10]
  - Проблеми виховання (догляду за дитиною)[10]
  - Соціальна підтримка після пологів[12][13][14]
  - Культурні чинники[12][13][14]
  - Історія проблем психічного здоров'я[9]
  - Інші життєві стресори[9]

## Діагностика
ПТСР, пов'язаний з пологами, не є визнаним діагнозом у Діагностичному та статистичному посібнику з психічних розладів. Багатьом жінкам із симптомами посттравматичного стресового розладу після пологів неправильно діагностують післяпологову депресію або розлади адаптації. Ці діагнози можуть призвести до неадекватного лікування.

## Лікування
Щоб лікувати післяпологовий посттравматичний стресовий розлад, важливо нормалізувати відчуття, що виникають, і працювати над зменшенням тривоги. У деяких випадках для усунення симптомів можуть бути призначені такі ліки, як антидепресанти або засоби від тривоги. Пошук емоційної підтримки в системах психологічної або медичної допомоги має вирішальне значення. Фахівці з питань психічного здоров'я можуть проводити всебічні оцінки та надавати терапію на основі доказів, адаптовану до індивідуальних потреб. Ці методи лікування включають когнітивно-поведінкову терапію (КПТ), десенсибілізацію рухів очей і повторну обробку, терапію тривалого впливу (ТТВ) і терапію розповідями. Ці терапії, орієнтовані на травму, можуть допомогти змінити моделі мислення, обробити спогади та зменшити тривогу та поведінку уникнення.

## Епідеміологія
Поширеність посттравматичних стресових розладів після нормальних пологів у жінок (за винятком мертвонародження або серйозних ускладнень) оцінюється в межах від 2,8% до 5,6% через шість тижнів після пологів, зі зниженням до 1,5% через шість місяців після пологів.

## Дивіться також
- Викидень
- Знеболення під час пологів
- Викидень і психічні захворювання